# Phrynops williamsi
Phrynops williamsi là một loài rùa trong họ Chelidae. Loài này được Rhodin & Mittermaier mô tả khoa học đầu tiên năm 1983.